# Hartershausen

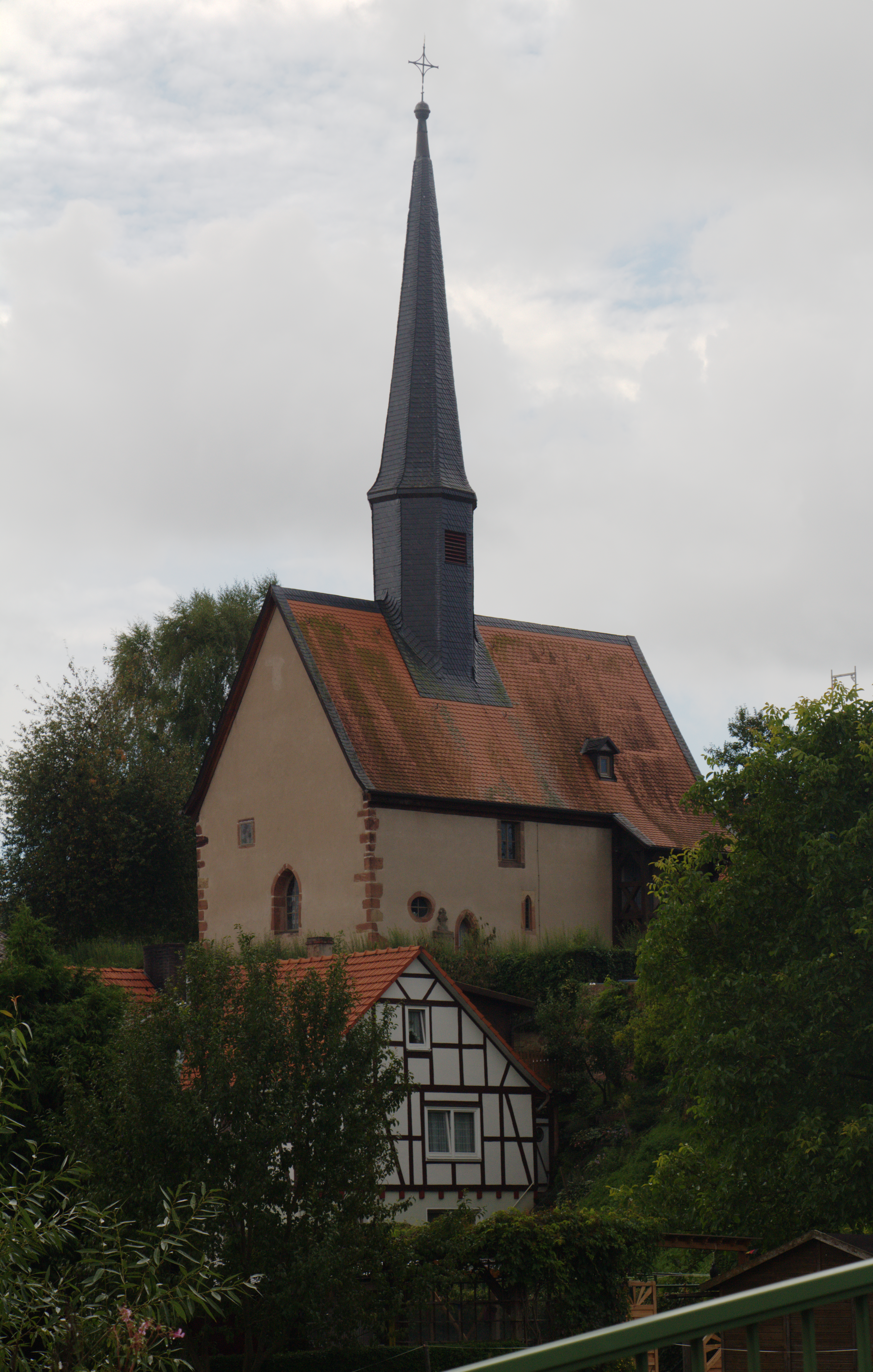
Evangelische Kirche in Hartershausen

Hartershausen ist ein Stadtteil von Schlitz im mittelhessischen Vogelsbergkreis. Der Ort liegt südöstlich von Schlitz an der Fulda. Durch das Dorf verläuft die Landesstraße 3143, die Hartershausen mit Hemmen und Üllershausen verbindet.

## Ortsgeschichte

### Mittelalter
Die Ersterwähnung des Dorfes findet sich als eine Marginalerwähnung aus der Zeit um 750 und 779 in einer fuldische Quelle des 16. Jahrhunderts. Demnach wurde der Ort erwähnt, als Sturmius Abt in Fulda war. Die Schreibweise war: „Harttershausen“. 
In einer Königsurkunde aus dem Jahr 871 heißt es: „... in Bochonia in loco qui dicitur Hartrateshus“ (in Buchonia im Ort, der Hartershausen genannt wird). Diese Urkunde bezeugt, dass König Ludwig der Deutsche dem Abt Sigihart von Fulda seinen Besitz in Hartterhus schenkte. Überliefert ist die schriftliche Quelle außerdem in einem Kopiar aus der Zeit um 1160. Dort wird der Ortsname als „Harterateshusen“ angeführt.
Der Ortsname leitet sich von dem Rufnamen Hartrat ab, also ist Hartershausen die „Siedlung des Hartrats“.
Die Kirche stammt vermutlich aus dem 13. Jahrhundert. Die Orgel datiert von 1685. Sie wurde von Johann Christoph Hart gebaut.

### Neuzeit
Hartershausen gehörte zur Herrschaft Schlitz. Hier galten die Schlitzer Verordnungen aus dem 18. Jahrhundert zusammen mit Teilen des Fuldischen Rechts als Partikularrecht. Das Gemeine Recht galt nur, soweit diese speziellen Regelungen für einen Sachverhalt keine Bestimmungen enthielten. Dieses Sonderrecht behielt seine Geltung auch während der Zugehörigkeit zum Großherzogtum Hessen im 19. Jahrhundert. In der gerichtlichen Praxis wurden die Verordnungen aber nur noch selten angewandt. Das Partikularrecht wurde zum 1. Januar 1900 von dem einheitlich im ganzen Deutschen Reich geltenden Bürgerlichen Gesetzbuch abgelöst.
Am 1. August 1972 wurde Hartershausen im Zuge der Gebietsreform in Hessen durch Landesgesetz in die Stadt Schlitz eingegliedert.

## Politik
Ortsvorsteher ist Rolf Klein (Stand Mai 2021).

## Kultur und Infrastruktur
Für die unter Denkmalschutz stehenden Gebäude des Ortes siehe die Liste der Kulturdenkmäler in Hartershausen.
Am Ort führt der Fulda-Radweg vorbei.
Im Ort gibt es ein Dorfgemeinschaftshaus. Das kulturelle Dorfleben prägen die drei Ortsvereine:
- Freiwillige Feuerwehr
- Burschenschaft
- Schützenverein